# Sinotherium lagrelii
Sinotherium é uma espécie extinta de mamífero da família Rhinocerotidae. Restos fósseis desta espécie foram encontrados na China, Mongólia e Cazaquistão, e são datados do final do Mioceno ao início do Plioceno.

## Nomenclatura e taxonomia
A espécie foi descrita em 1923 por Torsten Jonas Ringström como Sinotherium lagrelii. Em 1986, B. U. Bayshashov descreveu uma segunda espécie para o gênero, Sinotherium zaisanensis, que foi sinonimizada com S. lagrelii em 1993.